# Natalia Beristáin
Natalia Beristáin Egurrola (Ciutat de Mèxic, 1981) és una directora de cinema mexicana graduada del Centro de Capacitación Cinematográfica (CCC). Ha participat com a directora de càsting, productora executiva i assistent de direcció en diversos projectes.
El 2009 va fundar la companyia productora Chamaca Films. El 2012 va rebre el premi a Millor Llargmetratge Mexicà sl Festival Internacional de Cinema de Morelia (FICM), per la seva opera prima No quiero dormir sola (2012).

## Filmografía
- 2006 - Peces plátano (curt)
- 2009 - Pentimento (curt)
- 2012 - No quiero dormir sola
- 2015 - Réquiem por Leona Vicario (minisèrie)
- 2016 - Tales of Mexico
- 2017 - Los adioses (The eternal feminine)
- 2019 - Nosotras (curtmetratge documentalk)
- 2022 - Ruido

## Premis
- 2007 - Millor Curtmetratge Mexicà per Peces plátano, Festival Internacional de Cinema de Morelia
- 2012 - Millor llargmetratge Mexicà per No quiero dormir sola, Festival Internacional de Cinema de Morelia
- 2012 - Millor llargmetratge per No quiero dormir sola, Festival de Cinema Mexicà de Durango
- 2013 - Yellow Robin per No quiero dormir sola Festival Internacional de Cinema de Rotterdam
- 2017 - Premi del Públic al llargmetratge de Ficció Mexicà per Los adioses Festival Internacional de Cinema de Morelia

## Família
És filla de l'actriu Julieta Egurrola i de l'actor Arturo Beristáin.